# Piet Keur
Pieter Keur (Zandvoort, 20 december 1960) is een voormalig Nederlandse profvoetballer. Tussen 1981 en 1997 kwam hij uit voor FC Haarlem, FC Twente, Feyenoord, SVV, sc Heerenveen en AZ.

## Loopbaan
Keur speelde in zijn jeugd voor Zandvoortmeeuwen, alwaar hij werd gescout door FC Haarlem. In seizoen 1981/82 maakte hij zijn debuut in de Eredivisie. Keur speelde in zes seizoenen 165 competitiewedstrijden voor Haarlem. Met deze ploeg kwam hij in seizoen 1982/83 uit in de UEFA Cup. Hij scoorde in de eerste ronde in de uitwedstrijd tegen AA Gent en stond op 20 oktober 1982 in de tweede ronde opgesteld in de uitwedstrijd tegen Spartak Moskou. Deze wedstrijd staat bekend om de Loezjnikiramp, waarbij 66 toeschouwers door verdrukking om het leven kwamen op de spekgladde tribunes. Keur speelde in deze periode tevens zes keer voor het Nederlands Olympisch voetbalelftal.
In 1987 liep het contract van Keur bij Haarlem af. Ondanks interesse van onder meer Standard Luik en Cercle Brugge koos hij ervoor om in Nederland te blijven en verhuisde hij samen met ploeggenoot Wim Balm naar FC Twente. Hij beleefde een moeilijk eerste half jaar bij de Tukkers, mede vanwege een middenvoetsbeentje dat achteraf gebroken bleek te zijn. In de eerste zeventien speelronden kwam hij slechts één keer tot scoren, vervolgens trof hij nota bene op zijn 27ste verjaardag in de laatste wedstrijd voor de winterstop vijf keer het doel tegen DS'79. Keur werd zowel in seizoen 1987/88 als in seizoen 1988/89 clubtopscorer met respectievelijk zeventien en zestien doelpunten. Twente werd beide seizoenen derde in de Eredivisie, maar liep in het eerste seizoen via een nacompetitie Europees voetbal mis. In het tweede seizoen plaatste Twente zich wel voor de UEFA Cup.
Keur vertrok echter voor een transfersom van 500.000 gulden in 1989 naar Feyenoord. Zijn vertrek was mede een gevolg van een stroeve verstandhouding met trainer-coach Theo Vonk, zei Keur later in de pers. Hij sprak van "een duidelijk verschillende kijk op voetbal". Het verwijt van de FC Twente-trainer dat hij zelden belangrijke doelpunten maakte, lapte Keur aan zijn laars. "Dat vond ik toch wel zo'n belachelijk argument. Als je zo gaat lullen, kan je iedereen wel te pakken nemen. Als Wim Balm en ik geen belangrijke goals hebben gemaakt, dan weet ik niet wie het wel deed. Balm schoot er acht in, ik nam er zeventien voor m'n rekening, plus samen nog een voorzet of tien, waaruit een doelpunt viel. Dat is in totaal 35. Twente heeft er bij elkaar 47 gemaakt, kan je zelf uitrekenen hoeveel er voor de anderen overbleef."
Met veertien doelpunten in 29 competitieduels was Keurs eerste seizoen bij Feyenoord persoonlijk nog redelijk succesvol, al eindigde de club uit Rotterdam-Zuid onder het trainersduo Gunder Bengtsson en Pim Verbeek slechts als elfde. In zijn tweede jaar verloor Keur zijn basisplaats en werd hij in de winterstop verhuurd aan SVV. In de zomer van 1991 tekende Keur, die volgens Bengtsson en Verbeek fysiek niet langer in staat was om topvoetbal te spelen, een contract bij zijn oude club Haarlem in de Eerste divisie.
In 1993 maakte Keur voor sc Heerenveen zijn rentree in de Eredivisie. Nadat hij bij Haarlem problemen had gekregen met trainer Hans van Doorneveld werd hij in Friesland als opvolger van de afgezwaaide publiekslieveling Rodion Cămătaru gepresenteerd. Tijdens een trainingskamp op Curaçao in de winterstop van seizoen 1993/94 raakte hij geblesseerd aan de knie. Tijdens de behandeling hiervan liep hij een infectie op, waardoor hij bijna een jaar niet in actie kwam. Hij maakte in december 1994 zijn rentree en was als invaller met twee doelpunten in januari 1995 de matchwinnaar voor Heerenveen in een wedstrijd tegen FC Utrecht. In februari 1995 maakte hij de overstap naar AZ in de Eerste divisie. In 1996 keerde Keur voor de tweede maal terug bij HFC Haarlem. Tegelijkertijd werd hij trainer van de A-junioren van AZ. In zijn laatste wedstrijd in het profvoetbal tegen Excelsior scoorde hij nog twee keer. Met 100 doelpunten is hij clubtopscorer van Haarlem. Keur scoorde tijdens carrière 126 doelpunten in de Eredivisie en 49 doelpunten in de Eerste divisie.
Keur was van 2005 tot 2013 trainer van de zaterdagselectie van amateurvereniging SV Zandvoort, een voortzetting van de Zandvoortmeeuwen waarvoor hij als jeugdspeler uitkwam. Vanaf de zomer van 2011 is hij tevens 3 jaar spitsentrainer bij AZ geweest. Daarna kwam hij niet in aanmerking voor contractverlenging.

### Boek
In november 2019 kwam zijn boek “Stappen & Scoren” uit, geschreven door Leo Oldenburger.

## Trivia
- Pieter Keur had tijdens zijn actieve loopbaan de reputatie van een stapper en losbol. Zijn bijnaam was Piet Likeur, een verwijzing naar vermeend alcoholgebruik.